# Finnische Fußballmeisterschaft 1928
Die finnische Fußballmeisterschaft 1928 war die 20. Saison der höchsten finnischen Spielklasse im Herrenfußball.
Turku PS gewann die Meisterschaft.

## Ergebnisse

### Halbfinale
|                      | Ergebnis |                |
| -------------------- | -------- | -------------- |
| Helsingin Palloseura | 3:4      | Turku PS       |
| Helsingfors IFK      | 4:1      | Viipurin Sudet |

### Finale
|          | Ergebnis |                 |
| -------- | -------- | --------------- |
| Turku PS | 1:1      | Helsingfors IFK |

Entscheidungsspiel
|          | Ergebnis |                 |
| -------- | -------- | --------------- |
| Turku PS | 3:2      | Helsingfors IFK |